# Charles Loewen
Sir Charles Falkland Loewen, GCB, KBE, DSO (* 17. September 1900 in Vancouver, British Columbia, Kanada; † 17. August 1986 in London) war ein britischer General der British Army, der zwischen 1953 und 1956 Oberkommandierender der Landstreitkräfte im Fernen Osten sowie zuletzt von 1956 bis 1959 Generaladjutant des Heeres im Kriegsministerium war.

## Leben

### Offiziersausbildung und Zweiter Weltkrieg
Charles Falkland Loewen begann nach dem Schulbesuch 1916 eine Offiziersausbildung am Royal Military College of Canada und wurde nach deren Abschluss 1918 als Leutnant (Second Lieutenant) in die Royal Field Artillery übernommen. Während seiner darauf folgenden weiteren Verwendungen als Offizier wurde er 1920 zum Oberleutnant (Lieutenant) sowie 1931 zum Hauptmann (Captain) befördert. Er war 1933 Absolvent des  Staff College Quetta in Britisch-Indien und erhielt 1938 seine Beförderung zum Major. Anschließend unterrichtete er zwischen 1938 und 1940 als Instrukteur am Staff College Camberley und war danach im Zweiten Weltkrieg von 1940 bis 1941 Generalstabsoffizier 2 der im Norwegen-Feldzug eingesetzten Expeditionsstreitkräfte Nordwest (North Western Expeditionary Force). Daraufhin wurde er am 24. Februar 1942 als Acting Brigadier Chef des Stabes im Heereskommando Nord. Im weiteren Kriegsverlauf wurde er 1942 Kommandeur der Royal Artillery der 55. Infanteriedivision (55th (West Lancashire) Infantry Division) sowie 1942 Kommandeur der Artillerieverbände der 6. Panzerdivision (6th Armoured Division).
Nachdem Loewen 1943 zuerst stellvertretender Chef des Stabes der 21. Heeresgruppe (21st Army Group) war, übernahm er zwischen 1943 und 1944 den Posten als Kommandeur der Royal Artillery der 1. Division (1st Division) sowie danach 1944 als Kommandeur der Artillerietruppen des I. Korps (I Corps). Daraufhin war er zwischen dem 24. Mai und dem 14. Juni 1944 zuerst kommissarischer Kommandierender General (Acting General Officer Commanding) sowie vom 24. Juli 1944 bis Dezember 1945 Kommandierender General der in Italien sowie später im Mittleren Osten eingesetzten 1. Division.

### Nachkriegszeit und Aufstieg zum General

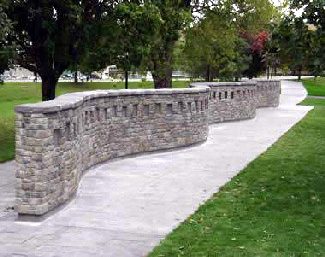
Charles Loewen wurde auf der Ehrenmauer (Wall of Honour) des Royal Military College of Canada verewigt.

Nach Kriegsende wurde Loewen als Generalmajor (Major-General) im Dezember 1945 Kommandierender General der 6. Panzerdivision und verblieb auf diesem Posten bis Juni 1946. Anschließend fungierte er zwischen Juni 1946 und Oktober 1947 als Kommandierender General der 1. Panzerdivision (1st Armoured Division) sowie von Januar 1948 bis Mai 1950 als Kommandierender General der 50. Infanteriedivision (50th (Northumbrian) Infantry Division) und zugleich als Kommandeur der Militärbezirks Northumberland (District Officer Commanding Northumberland District).
Im Mai 1950 wurde Generalleutnant (Lieutenant-General) Charles Loewen Oberkommandierender des Flugabwehrkommandos (General Officer Commanding in Chief Anti-Aircraft Command) und hatte diese Funktion bis April 1953 inne. Während dieser Zeit wurde er am 7. Juni 1951 zum Knight Commander des Order of the British Empire (KBE) geschlagen, so dass er fortan den Namenszusatz „Sir“ führte. Er hatte zwischen April und Oktober 1953 den Posten als Oberkommandierender des Heereskommandos West (General Officer Commanding in Chief Western Command) inne.
Im Oktober 1953 löste General Loewen General Charles Keightley als Oberkommandierender der Landstreitkräfte im Fernen Osten (Commander in Chief Far East Land Forces) ab und bekleidete diesen Posten bis August 1956, woraufhin General Francis Festing sein dortiger Nachfolger wurde. Er wurde am 1. Januar 1954 zudem zum Knight Commander des Order of the Bath (KCB) geschlagen. Zuletzt übernahm er im November 1956 von General Cameron Nicholson das Amt als Generaladjutant des Heeres (Adjutant-General to the Forces) im Kriegsministerium (War Office). Er verblieb auf diesem militärischen Spitzenposten bis August 1959 und wurde daraufhin von General Hugh Stockwell abgelöst. Zugleich fungierte er zwischen 1956 und 1959 auch als Aide-de-camp von Königin Elisabeth II. und wurde am 1. Januar 1957 zum Knight Grand Cross des Order of the Bath (GCB) erhoben. Im August 1959 schied er aus dem aktiven Militärdienst aus.